# Sächsische Landesbibliothek

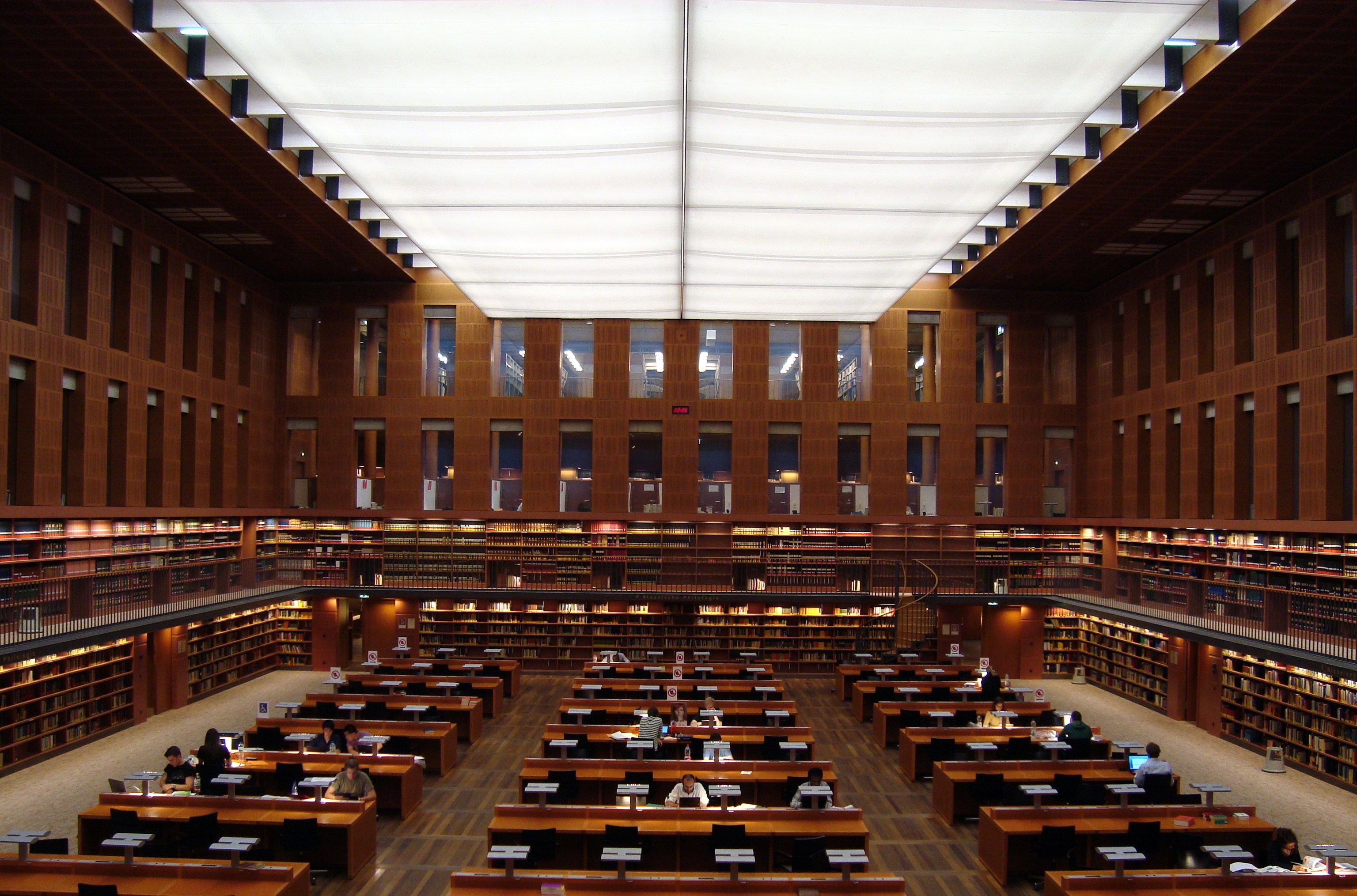

A Sächsische Landesbibliothek é a biblioteca estadual da Saxônia e biblioteca universitária da Universidade Técnica de Dresden. É um dos principais centros de arquivamento público da Alemanha.